# 千鳥の路地裏探訪
『千鳥の路地裏探訪』（ちどりのろじうらたんぼう）は、2018年4月29日から10月7日までテレビ朝日系列『旅サンデー』（毎週日曜10:00 - 11:45）にて月1回放送されていたレギュラー企画。
2017年12月5日から12月19日までテレビ朝日にて関東ローカルで『千鳥の東京路地裏大クセ探訪』（ちどりのとうきょうろじうらおおくせたんぼう）という番組名で、2017年12月4日から12月18日までの毎週火曜1:56 - 2:21（月曜深夜。『ネオバラ3』月曜版『キタイチ』枠）に放送した（全3回）。

## 概要
ロケの面白さにも定評のある千鳥が大都会東京の繁華街にある大通りから一本入った路地裏へ進んでいき、クセのある場所を探したり、そこに住む人を深掘りする探訪バラエティ。

## 出演者
- 千鳥
- 狩野英孝 - 『キタイチ』枠時代のみ
- 千原ジュニア - 『キタイチ』枠時代のみ

## 放送リスト

### キタイチ
| 回 | 放送日         | ゲスト       | 旅先               |
| -- | -------------- | ------------ | ------------------ |
| 1  | 2017年 12月5日 | 狩野英孝     | 東京都港区六本木   |
| 2  | 12月12日       | 狩野英孝     | 東京都渋谷区広尾   |
| 2  | 12月12日       | 千原ジュニア | 東京都新宿区西新宿 |
| 3  | 12月19日       | 千原ジュニア | 東京都新宿区西新宿 |

### 旅サンデー
| 回 | 放送日         | ゲスト                                        | 旅先                     |
| -- | -------------- | --------------------------------------------- | ------------------------ |
| 1  | 2018年 4月29日 | 中岡創一（ロッチ） 吉村崇（平成ノブシコブシ） | 東京都新宿区             |
| 2  | 5月27日        | 渡辺直美 井森美幸 ウド鈴木（キャイ〜ン）      | 東京都中央区勝どき・銀座 |
| 3  | 7月1日         | （なし）                                      | 東京都豊島区池袋         |
| 4  | 9月2日         | （なし）                                      | 東京都渋谷区恵比寿       |
| 5  | 10月7日        | （なし）                                      | 静岡県熱海市             |

### 特番
| 放送日                                                    | 旅先         |
| --------------------------------------------------------- | ------------ |
| 2018年11月18日 13:55 - 15:20 （『サンデープレゼント』枠） | 大阪府大阪市 |

## スタッフ
- ナレーション：萩野志保子（テレビ朝日アナウンサー）
- 構成：そーたに、中野俊成、池谷勇太、太崎泰義
- カメラ：五十嵐陽
- 音声：瀬戸秀文
- 編集：岩品博之、伊藤さやか
- MA：植木俊彦
- 音効：岡田淳一
- TK：長谷川夏子
- 編成：吉冨大輔
- 宣伝：堀場綾技子
- 技術協力：スウィッシュ・ジャパン、AZABU PLAZA、東京オフラインセンター
- 協力：フルタイム
- アシスタントディレクター：瀬野亨、中壽賀智実
- ディレクター：田村秋男
- 演出：山本雅一
- プロデューサー：山岡重樹、青田和大、石井かつひと
- ゼネラルプロデューサー：加地倫三
- 制作協力：WHOLEMAN
- 制作著作：テレビ朝日